# Pink Boots Society

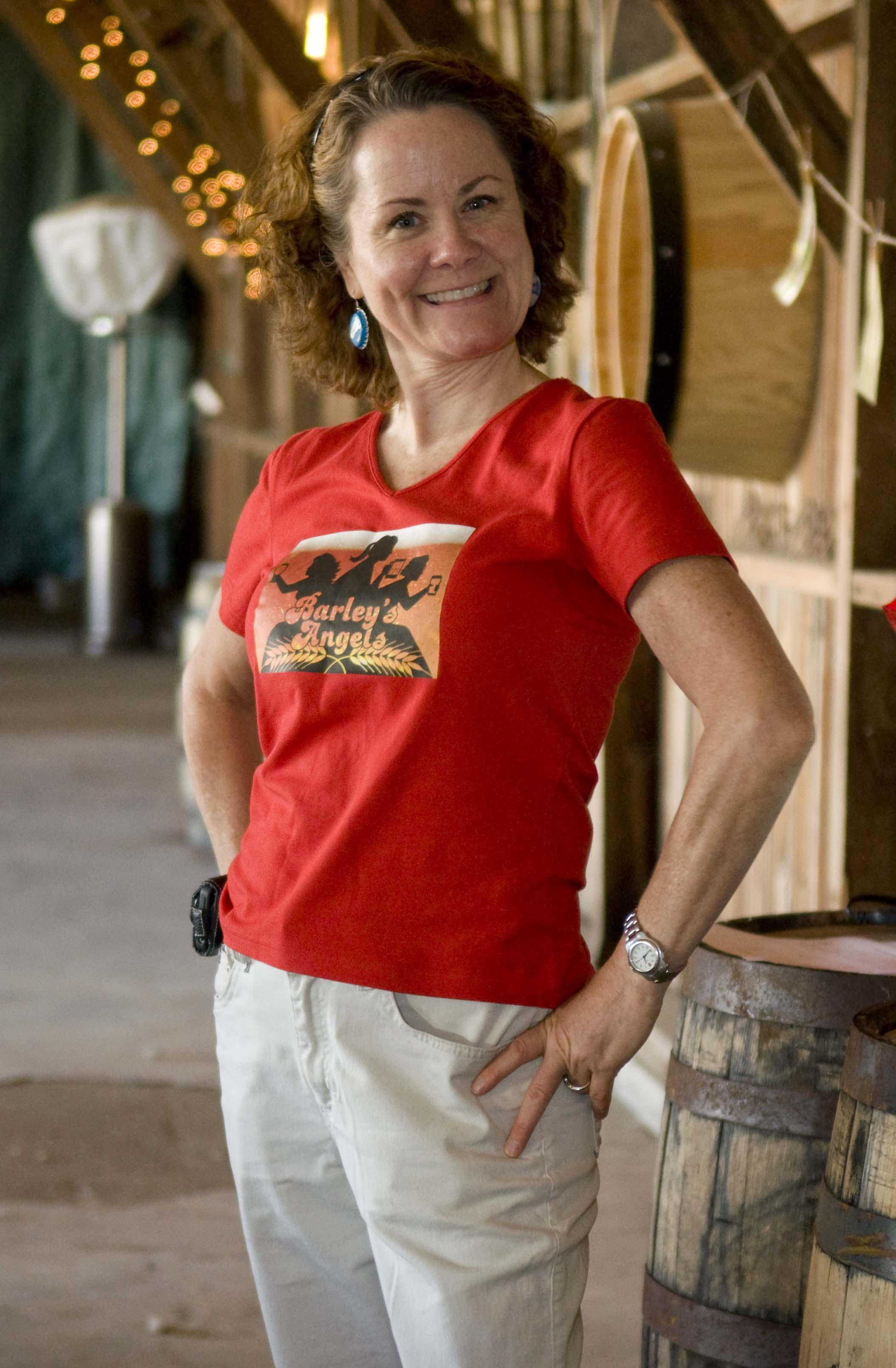
Teri Fahrendorft, fundadora de la Pink Boots Society a un esdeveniment de Barley's Angel's, 22 d'agost de 2012 a Roghe Hop Farm.

La Societat de Botes Rosa (PBS) és un organització sense ànim de lucre amb afiliació internacional que dona suport a les dones que treballen en el món de la producció cervesera, especialment en el sector de la cervesa artesanal. L'organització ajuda les dones cerveseres a conèixer mentores, i així crear una xarxa amb altres dones de la professió i així difondre la conscienciació de la importància de les dones en la fabricació de cervesa. PBS també anima dones que fabriquen cervesa a anar més enllà gràcies a la formació i les ajudes per aprendre noves habilitats per aprendre a jutjar la cervesa que produeixen. PBS concedeix diners per beques per dones i que continuïn la seva formació en la fabricació de cervesa. L'organització té al voltant de 1800 membres a tot el món. L'afiliació és lliure, però tots els membres han de ser dones i tenir algun tipus de carrera en el món de la fabricació de cervesa o relacionat amb fabricar cervesa.

## Història
L'any 2007 Teri Fahrendorf elaboradora de cervesa durant un viatge en carretera va conèixer Laura Ulrich i Whitney Thompson dues dones que també es dedicaven a l'elaboració de cervesa. En aquell viatge ella va arribar a visitar fins a 70 cerveseries diferents i va ajudar en 38 elaboracions de cervesa el que la va fer adonar de la gran quantitat de dones que es dedicaven a l'elaboració d'aquesta beguda però que no es coneixien entre elles dins de la seva professió. La primera aparició de PBS fou merament una llista de dones dedicades a l'elaboració de cervesa i que mantenien en un blog. PBS va tenir la seva primera reunió a la conferència Craft Brewers Conference (CBC) i va comptabilitzar llavors 22 membres. Més tard, Fahrendorf va fundar PBS com a organització sense ànim de lucre i la va anomenar "the pink boots" per les botes que duia quan elaborava cervesa i que li havien sigut entregades per la seva sogra.
Al 2013, Sophie de Ronde va contactar amb PBS per proposar la col·laboració per crear el dia internacional International Women's Collaboration Brew Day (IWCBD). El dia ajudaria a promocionar la consciència sobre la importància de la presència de les dones en la indústria d'elaboració de cervesa i alhora ajuda a recollir diners per a la PBS.